# Erin (krater)
För andra betydelser, se Erin.
Erin är en nedslagskrater med en diameter på 13 kilometer, på planeten Venus. Erin har fått sitt namn efter det irländsks förnamnet Erin.